# Dmitrij Sipjagin
Dmitrij Sergejevitj Sipjagin (ryska: Дмитрий Сергеевич Сипягин), född 20 mars 1853 i Kiev, död 28 april 1902 i Sankt Petersburg, var en rysk politiker.
Sipjagin tillhörde en inflytelserik högadlig släkt, vilket hjälpte honom snabbt till en karriär. År 1884 valdes han till adelsmarskalk i guvernementet Moskva. År 1888 blev han guvernör i guvernementet Kurland, 1891 i guvernementet Moskva. Från 1899 var han Rysslands inrikesminister. På denna post verkade han för att befästa de centrala förvaltningsinstitutionernas myndighet och bekämpade alla strävande att utvidga den lokala självförvaltningen, högskolornas och universitetens försök att hävda sin autonomi, arbetarrörelsen och alla yttringar av radikalism över huvud taget. 
Snart mötte Sipjagin sitt öde. 1902 kväste han den i Kiev utbrutna studentrörelsen genom massarresteringar, förvisningar till Sibirien och tvångsenrolleringar av studenter i armén. Därför mördades han av Stepan Balmasjov. Han efterträddes på posten som inrikesminister av Vjatjeslav von Plehve, som också mördades. 